# Kloss-Maulwurf
Der Kloss-Maulwurf (Euroscaptor klossi) ist eine Säugetierart aus der Gattung der Südostasiatischen Maulwürfe innerhalb der Maulwürfe (Talpidae). Sie ist im Norden von Thailand und Laos heimisch, wo sie wahrscheinlich bergige Regionen bewohnt. Es sind nur relativ wenige Informationen über die Art bekannt. Äußerlich ähneln die Tiere anderen Vertretern der Südostasiatischen Maulwürfe. Der Körper ist langgestreckt, der Hals kurz und die Vordergliedmaßen ähneln Grabschaufeln. Markant sind beim Kloss-Maulwurf der verhältnismäßig lange Schwanz und das schwarz-schiefergraue, braun verwaschene Fell. Er wurde im Jahr 1929 wissenschaftlich benannt. Ursprünglich galt der Kloss-Maulwurf als in größeren Teilen Südostasiens verbreitet, jedoch gehören die Tiere außerhalb des eigentlichen Vorkommens in Thailand und Laos weitgehend eigenständigen Arten an. Der Bestand gilt als ungefährdet, bezugnehmend auf das ursprünglich angedachte weite Auftreten.

## Merkmale

### Habitus
Der Kloss-Maulwurf erreicht eine Kopf-Rumpf-Länge von etwa 11,5 bis 13,8 cm und eine Schwanzlänge von 1,0 bis 1,3 cm. Er ist damit deutlich kleiner als der Große Chinesische Maulwurf (Euroscaptor grandis) und etwa gleich groß wie der Langnasen-Maulwurf (Euroscaptor longirostris). Das Verhältnis der Schwanzlänge zur Länge des restlichen Körpers beträgt 7,0 bis 11,3 %. Dadurch gehört der Kloss-Maulwurf zu den eher langschwänzigen Vertretern der Südostasiatischen Maulwürfe. Der Schwanz besitzt außerdem in etwa die gleiche Länge wie der Hinterfuß, die bei 1,5 bis 1,6 cm liegt. Die Vorderfüße hingegen sind 1,6 bis 1,7 cm lang und ebenso breit. Das Gewicht des Kloss-Maulwurfs wird mit 47,8 bis 61,9 g angegeben. Äußerlich gleichen die Tiere mit ihrem langgestreckten Körper, dem kurzen Hals und den grabschaufelartigen Vorderfüßen den anderen Arten der Südostasiatischen Maulwürfe. Das Fell ist sowohl am Rücken als auch auf der Bauchseite schwarz-schieferfarben mit ausgewaschen braunen Farbtönen. Die einzelnen Haare haben dunkle graubraune Basen.

### Schädel- und Gebissmerkmale
Der Schädel wird 31,5 bis 33,4 mm lang sowie am Hirnschädel 14,5 mm und im Bereich der Augen 6,5 bis 7,5 mm breit. Er ist schlank gebaut, das Rostrum schmal sowie niedrig und nach vorn konisch spitz zulaufend. Der Hirnschädel zeigt sich ebenfalls schmal und in Ansicht von unten kreisförmig. Dadurch erweist sich der Schädel nicht so gestaucht wie beim Malaysia-Maulwurf (Euroscaptor malayanus). Die Paukenblasen sind aufgewölbt. Der Unterkiefer ähnelt dem anderer Vertreter der Südostasiatischen Maulwürfe, der Kronenfortsatz ist hoch und schlank mit einer rückwärts gerichteten Spitze. Die Länge des Unterkiefers beträgt 20,4 bis 21,4 mm. Das Gebiss besteht aus 44 Zähnen mit folgender Zahnformel: {\displaystyle {\frac {3.1.4.3}{3.1.4.3}}} Die oberen Schneidezähne sind einfach und klein, der innerste ist am größten ausgebildet. Die jeweils ersten und dritten Prämolaren im Oberkiefer haben zwei Wurzeln und ragen höher als der zweite, der außerdem nur eine Wurzel besitzt. Der größte Vormahlzahn ist der vierte. Die obere Zahnreihe wird 13,1 bis 13,3 mm, die untere 12,3 mm lang.

### Genetische Merkmale
Der diploide Chromosomensatz lautet 2n = 36. Er besteht aus 9 zweiarmigen (7 meta- bis submetazentrischen und 2 subtelozentrischen) sowie 8 acrozentrischen Autosomenpaaren. Das Y-Chromosom ist fleckenartig, das X-Chromosom meta- bis submetazentrisch.

## Verbreitung und Lebensraum

Verbreitungsgebiet des Kloss-Maulwurfs

Der Kloss-Maulwurf kommt hauptsächlich im Norden von Thailand und Laos vor. Dort bewohnt er Gebirgswälder und Gebiete mit lockeren, sandigen Böden. Die Höhenverbreitung reicht von 1200 bis 2550 m. Ursprünglich wurde das Verbreitungsgebiet der Art weiter gefasst. Es erstreckte sich über weite Bereiche des festländischen Südostasiens vom südlichen Teil der Provinz Yunnan in China im Norden südwärts über die angrenzenden Staaten wie Myanmar, Thailand und Laos bis hin zu einem Großteil der Hochlandgebiete von Vietnam. Eine isolierte Population wurde in den Bergen der Malaiischen Halbinsel angenommen. Der überwiegende Teil wird heute anderen Vertretern der Südostasiatischen Maulwürfe zugesprochen, so dem Malaysia-Maulwurf in Malaysia, dem Orlov-Maulwurf (Euroscaptor orlovi) und Kuznetsov-Maulwurf (Euroscaptor kuznetsovi) in Vietnam oder dem Langnasen-Maulwurf (Euroscaptor longirostris) in China.

## Lebensweise
Über die Lebensweise des Kloss-Maulwurfs liegen kaum Informationen vor. Er ist wie die anderen Angehörigen der Südostasiatischen Maulwürfe hauptsächlich unterirdisch aktiv.

## Systematik
Der Kloss-Maulwurf ist eine Art innerhalb der Gattung der Südostasiatischen Maulwürfe (Euroscaptor). Zu dieser werden neun weitere gezählt. Die Gattung gehört zur Familie der Maulwürfe (Talpidae) und bildet innerhalb dieser gemeinsam mit einigen weiteren, hauptsächlich eurasischen Artengruppen einen Teil der Tribus der Eigentlichen Maulwürfe (Talpini). Die Eigentlichen Maulwürfe wiederum fassen die zumeist grabenden Vertreter der Maulwürfe zusammen, andere Angehörige der Familie leben dagegen nur teilweise unterirdisch, bewegen sich oberirdisch fort oder sind an eine semi-aquatische Lebensweise angepasst. Molekulargenetische Untersuchungen teilen die Südostasiatischen Maulwürfe in zwei Verwandtschaftsgruppen: die westliche longirostris-Gruppe sammelt sich um den Langnasen-Maulwurf (Euroscaptor longirostris) und die östliche parvidens-Gruppe um den Pakho-Maulwurf (Euroscaptor parvidens). Der Kloss-Maulwurf ist stärker an die longirostris-Gruppe gebunden. Dadurch gehören neben dem Langnasen-Maulwurf auch der Malaysia-Maulwurf (Euroscaptor malayanus), der Orlov-Maulwurf (Euroscaptor orlovi) und der Kuznetsov-Maulwurf (Euroscaptor kuznetsovi) zum engeren Beziehungsumfeld. Die beiden Linien trennten sich bereits im Verlauf des Oberen Miozäns vor gut 10 bis 7 Millionen Jahren voneinander. Eine stärkere Diversifizierung erfuhr die longirostris-Gruppe im Übergang vom Miozän zum Pliozän vor etwa 5,3 Millionen Jahren.
Die wissenschaftliche Erstbeschreibung des Kloss-Maulwurfs erstellte Oldfield Thomas im Jahr 1929 unter der Bezeichnung Talpa klossi. Thomas’ Arbeit basierte auf einem männlichen Individuum mit 13,8 cm Körper- und 1,1 cm Schwanzlänge. Dieses Holotyp-Exemplar stammt aus Hue Nya Pla rund 16 km nordwestlich von Tak im nordwestlichen Thailand und wurde in gut 762 m Geländehöhe gefangen. Die Region gilt als Typusgebiet der Art. Das Individuum wurde von Cecil Boden Kloss (1877–1949), Mitarbeiter des Raffles Museum in Singapur, dem Natural History Museum in London präsentiert. Ihm zu Ehren und bezugnehmend auf die zahlreichen Arbeiten, die Kloss zur Fauna Thailands und benachbarter Regionen veröffentlicht hatte, benannte Thomas seine neue Art. Kloss selbst hatte einige Jahre zuvor im Rahmen eines Expeditionsberichtes ein Exemplar eines Maulwurfs aus Thailand vorgestellt, allerdings dem Weißschwanzmaulwurf (Parascaptor leucurus) zugeschlagen. Von diesem nahm Thomas an, dass es zur gleichen Art gehört.
Im Jahr 1940 etablierte Gerrit S. Miller die Gattung Euroscaptor für die Maulwürfe Südostasiens und bestimmte hierbei den Kloss-Maulwurf als Nominatform. Jedoch vereinte nur acht Jahre später Ernst Schwarz alle südost- und ostasiatischen Maulwürfe mit den Eurasischen Maulwürfen (Talpa), wodurch der neue Gattungsname weitgehend als synonym zu Talpa geführt wurde. Er setzte sich erst in den 1980er Jahren durch. Schwarz’ Erweiterung der Eurasischen Maulwürfe beinhaltete auch, dass er alle südost- und ostasiatischen Formen innerhalb einer umfassenden Art sah, die er mit Talpa micrura bezeichnete. Der Artname Euroscaptor micrurus entspricht heute dem Himalaya-Maulwurf, der Kloss-Maulwurf galt somit eine Zeitlang als dessen Unterart. Teilweise wurde auch angenommen, dass der Kloss-Maulwurf identisch mit dem Langnasen-Maulwurf sei, was aber Mizuko Yoshiyuki bereits 1988 widerlegte. Dadurch waren aber einige langschwänzige Formen der Südostasiatischen Maulwürfe in Vietnam wahlweise dem Kloss- oder dem Langnasen-Maulwurf zugeordnet. Zusätzlich verwies man die Maulwürfe der Malaiischen Halbinsel zum Kloss-Maulwurf. Letztere wurden im Jahr 2008 auf Artebene gehoben, erstere erhielten im Jahr 2016 Neubeschreibungen. Die Eigenständigkeit des Kloss-Maulwurfs von anderen Südostasiatischen Maulwürfen ließ sich vor allem in den 2000er und 2010er Jahren durch karyologische und genetische Untersuchungen bestätigen. Innerhalb des Kloss-Maulwurfs werden keine Unterarten geführt, er ist als monotypisch einzustufen.

## Bedrohung und Schutz
Der Kloss-Maulwurf wird aufgrund des ursprünglich angenommenen großen Verbreitungsgebietes und der vermuteten großen Bestandszahlen von der IUCN als „nicht gefährdet“ (least concern) gelistet. Konkrete Bedrohungen der Art sind nicht bekannt. Sollte die Art abhängig von Waldgebieten sein, könnten deren Rodungen zur Ausweitung landwirtschaftlicher Flächen, Plantagen oder Siedlungen eine Gefährdung des Bestandes darstellen. Für genauere Einschätzungen sind aber umfassendere Untersuchungen zur Verbreitung, Häufigkeit und zu den biologischen Bedürfnissen des Kloss-Maulwurfs notwendig.